# Порт-Ла-Белл (Флорида)
Порт-Ла-Белл (англ. Port La Belle) — статистически обособленная местность, расположенная в округе Хендри (штат Флорида, США) с населением в 3050 человек по статистическим данным переписи 2000 года.

## География
По данным Бюро переписи населения США статистически обособленная местность Порт-Ла-Белл имеет общую площадь в 22,27 квадратных километров, водных ресурсов в черте населённого пункта не имеется.
Статистически обособленная местность Порт-Ла-Белл расположена на высоте 3 м над уровнем моря.

## Демография
По данным переписи населения 2000 года в Порт-Ла-Белл проживало 3050 человек, 700 семей, насчитывалось 879 домашних хозяйств и 973 жилых дома. Средняя плотность населения составляла около 136,96 человек на один квадратный километр. Расовый состав населённого пункта распределился следующим образом: 70,33 % белых, 10,66 % — чёрных или афроамериканцев, 0,69 % — коренных американцев, 0,66 % — азиатов, 3,84 % — представителей смешанных рас, 13,84 % — других народностей. Испаноговорящие составили 44,30 % от всех жителей статистически обособленной местности.
Из 879 домашних хозяйств в 44,1 % воспитывали детей в возрасте до 18 лет, 57,7 % представляли собой совместно проживающие супружеские пары, в 15,5 % семей женщины проживали без мужей, 20,3 % не имели семей. 15,0 % от общего числа семей на момент переписи жили самостоятельно, при этом 6,5 % составили одинокие пожилые люди в возрасте 65 лет и старше. Средний размер домашнего хозяйства составил 3,20 человек, а средний размер семьи — 3,41 человек.
Население статистически обособленной местности по возрастному диапазону по данным переписи 2000 года распределилось следующим образом: 31,3 % — жители младше 18 лет, 15,2 % — между 18 и 24 годами, 28,2 % — от 25 до 44 лет, 14,4 % — от 45 до 64 лет и 10,9 % — в возрасте 65 лет и старше. Средний возраст жителей составил 27 лет. На каждые 100 женщин в Порт-Ла-Белл приходилось 120,7 мужчин, при этом на каждые сто женщин 18 лет и старше приходилось 124,9 мужчин также старше 18 лет.
Средний доход на одно домашнее хозяйство статистически обособленной местности составил 34 167 долларов США, а средний доход на одну семью — 36 974 доллара. При этом мужчины имели средний доход в 25 104 доллара США в год против 16 484 доллара среднегодового дохода у женщин. Доход на душу населения статистически обособленной местности составил 34 167 долларов в год. 13,8 % от всего числа семей в населённом пункте и 22,5 % от всей численности населения находилось на момент переписи населения за чертой бедности, при этом 20,4 % из них были моложе 18 лет и 16,0 % — в возрасте 65 лет и старше.